# Đảo Wai
Đảo Wai, cũng gọi là Hòn Trọc, Hòn Vây, Hòn Bà, Koh Wai, Poulo Wai hay quần đảo Wai là một nhóm gồm hai hòn đảo không có người cư trú tại Vịnh Thái Lan. Đây là một hòn đảo xa bờ, nằm cách bờ biển thành phố Sihanoukville của Campuchia 95 km về phía tây nam, đây cũng là lãnh thổ cực nam của nước này. Về mặt hành chính, đảo Wai thuộc tỉnh Kampot.
Trong tiếng Khmer từ Koh (កោះ) nghĩa là "đảo".
Cả hai hòn đảo đều dài khoảng 3 km và chiều rộng tối đa là 0,5 km. Chúng nằm cách nhau 1,4 km.

## Lịch sử tranh chấp chủ quyền
Trong lịch sử, hai đảo này là từng lãnh thổ tranh chấp giữa Campuchia, Thái Lan và Việt Nam, cả ba nước đều tuyên bố đảo nằm trong lãnh hải của mình.
Theo quan điểm của phía Việt Nam, từ đầu thế kỷ 18 cho đến trước năm 1939, về lịch sử và pháp lý, toàn bộ các đảo giữa Việt Nam và Campuchia thuộc chủ quyền của Việt Nam. Từ năm 1939, Campuchia chính thức quản lý về mặt hành chính và tuần canh các đảo ở phía Bắc đường Brévié do thực dân Pháp đặt ra. Tuy vậy, chính quyền Cộng hòa Nam Kỳ và sau đó là chính quyền Việt Nam Cộng hòa không chấp nhận, vẫn coi các đảo Wai và các đảo khác thuộc chủ quyền Việt Nam. Đến năm 1966, Campuchia đưa quân ra chiếm đảo Wai. Đường ranh giới ngoài của thềm lục địa do chính quyền Việt Nam cộng hoà đưa ra năm 1971 được coi là đường trung tuyến được vạch giữa một bên là Hòn Khoai, Thổ Chu và đảo Wai và bên kia là bờ biển Thái Lan và đảo Ko Phangun, không tính đến các đảo đá nhỏ Ko Kra và Ko Losin của Thái Lan.
Trong thời kỳ 1970-1975, đảo Wai trấn giữ lối ra vào cảng Kompong Som (tức Sihanoukville) do quân đội Cộng hòa Khmer phối hợp với Quân lực Việt Nam Cộng hòa đóng giữ. Sau sự kiện ngày 17 tháng 4 năm 1975 ở Phnom Penh, quân Khmer Đỏ đánh chiếm đảo Wai và tàn sát tất cả binh sĩ Việt Nam Cộng hòa cũng như binh sĩ Cộng hòa Khmer đóng tại đây. Về phía Việt Nam, sau khi chiếm giữ đảo Thổ Chu, Bộ Tư lệnh Hải quân Nhân dân Việt Nam tiếp tục kế hoạch đánh chiếm đảo Wai. Trong kế hoạch có dự kiến sử dụng bộ binh, không quân phối hợp với hải quân mà chủ lực là hải quân đánh bộ tham gia.
Vào tháng 5 năm 1975, khu vực xung quanh hai đảo này và đảo Koh Tang lân cận là nơi diễn ra sự kiện Mayaguez, đây là chiến sự cuối cùng trong chiến tranh Việt Nam và liên quan đến việc giải cứu tàu SS Mayaguez.
Vào 13 giờ 30 phút sáng ngày 4 tháng 6 năm 1975, các tàu Hải quân nhân dân Việt Nam xuất phát đi đảo Wai. Cuộc tấn công bắt đầu ngày 5 tháng 6 và kéo dài đến hết ngày 13 tháng 6. Quân Khmer Đỏ dựa vào công sự vững chắc đã chống trả hơn một tuần. Do không quân không hoạt động được vì thời tiết xấu, Bộ tư lệnh Hải quân Nhân dân Việt Nam lệnh cho các đơn vị dùng hỏa lực trên các hạm tàu để chế áp các hỏa điểm của đối phương; đã sử dụng 2.000 viên đạn cối, 8.000 viên đạn 12,7 mm để yểm hộ cho hải quân đánh bộ và bộ binh dập tắt các ổ đề kháng của quân Khmer Đỏ. 19 giờ ngày 13 tháng 6 năm 1975, Hải quân Nhân dân Việt Nam hoàn thành việc đánh chiếm đảo Wai. Cuối cùng, Hải quân Việt Nam rút khỏi đảo Wai vào tháng 8 cùng năm.

## Giải quyết
Năm 1976, chính phủ Việt Nam chính thức trao trả đảo Wai cho Campuchia Dân chủ.
Ngày 7 tháng 7 năm 1982, hai nước Việt Nam và Campuchia đã ký Hiệp định về Vùng nước lịch sử giữa hai nước. Vùng nước này nằm giữa các quần đảo Thổ Chu và đảo Phú Quốc của Việt Nam và đảo Wai và bờ biển của Campuchia. Ngày 31 tháng 7 năm 1982, Cộng hòa Nhân dân Campuchia đã ra tuyên bố hệ thống đường cơ sở thẳng bao gồm cả các đảo nằm xa bờ như đảo Wai.
Đường cơ sở dùng tính chiều rộng lãnh hải Việt Nam từ điểm tiếp giáp 0 của hai đường cơ sở dùng để tính chiều rộng lãnh hải của Cộng hòa XHCN Việt Nam và Campuchia nằm giữa biển, trên đường thẳng nối liền quần đảo Thổ Chu và đảo Wai.

## Du lịch
Trong một thời gian dài, hoạt động du lịch tại đảo Wai bị ngăn cấm, song ngày nay các du khách có thể viếng thăm đảo thông qua các hoạt động du ngoạn có tổ chức. Do khoảng cách quá dài để đi và về trong một ngày, thường thì các du khách sẽ dành một đêm trên đảo.